# Emmanuel Grenier (mathématicien)
Emmanuel Grenier est un mathématicien français né le 3 novembre 1970, professeur à l’École normale supérieure de Lyon. Il s'agit d'un spécialiste des biomathématiques et de la mécanique des fluides.

## Parcours scolaire et universitaire
Après une classe préparatoire scientifique, il intègre l'École normale supérieure de la rue d’Ulm (promotion S1990, classé 2e). Il obtient l'agrégation de mathématiques en 1992 (classé 3e). En 1995, il obtient un doctorat à l'université Paris 6 sur Limites singulières oscillantes en mécanique des fluides et physique des plasmas sous la direction de Yann Brenier. Il a été professeur chargé de cours à l’École polytechnique de 1999 à 2011, et directeur de l'UMPA (Laboratoire de recherche en mathématiques de l'ENS de Lyon) de 2002 à 2005.

## Récompenses
- Médaille de bronze aux Olympiades internationales de mathématiques de 1989[3].
- Il reçut pour l’année 2000 une charge de cours au Collège de France par la fondation Claude-Antoine Peccot, chaire annuelle réservée au bénéfice de mathématiciens de moins de trente ans s’étant signalés dans l’ordre des mathématiques théoriques ou appliquées[4].
- Prix de la Société mathématique européenne, décerné lors du 3e congrès européen (European Congress of Mathematics, Barcelone), 2000.
- Prix Annales Henri Poincaré, 2005.
- Prix La Recherche - Aréva, 2009.
- Prix Blaise-Pascal, 2010[5].

## Publications
- Page personnelle d'Emmanuel Grenier
- Publications sur Google Scholar